# Benjamin Quaderer
Benjamin Quaderer (* 1989 in Feldkirch) ist ein liechtensteinischer Schriftsteller.

## Biografie
Benjamin Quaderer wuchs in Liechtenstein auf und studierte Literarisches Schreiben in Hildesheim und in Wien. 
2020 veröffentlichte Quaderer seinen ersten Roman Für immer die Alpen, der anhand seines Protagonisten (gestaltet nach dem realen Vorbild Heinrich Kieber) die jüngste Geschichte Liechtensteins beschreibt und 2021 mit dem Rauriser Literaturpreis und dem Uwe-Johnson-Förderpreis für literarische Debüts ausgezeichnet wurde.

## Werke
- Für immer die Alpen. Roman. Luchterhand, München 2020, ISBN 978-3-630-87613-9.[2]